# Serra de Sintra
A serra de Sintra, também conhecida como Monte da Lua, é uma serra nos concelhos de Sintra e Cascais, em Portugal. Situa-se no extremo ocidental do continente europeu. Mede cerca de 10 quilómetros de leste a oeste e aproximadamente 5 km de largura, tendo o seu maior pico uma altitude de 528 metros, na Cruz Alta, atingindo também a proeminência topográfica de 336 metros e o isolamento de 51.37 km
Está integrada no Parque Natural de Sintra-Cascais‎.
Possui uma fauna riquíssima, sendo exemplo dela, a raposa, a gineta, a toupeira, a salamandra, o falcão peregrino, a víbora e diversas espécies de répteis escamados. O seu clima é temperado com bastantes influências oceânicas, apresentando por isso uma pluviosidade superior em relação à restante área da Grande Lisboa. Daí resulta também uma vegetação única. Cerca de novecentas espécies de flora são autóctones e 10% são endemismos. Algumas delas são o carvalho, sobreiro e pinheiro-manso.
É alvo de várias excursões turísticas. Também é muito procurada por praticantes de escalada e montanhismo, já que as escarpas estão, na maioria, orientadas a oeste, o que aumenta o tempo de luz em tardes de verão.
É na serra de Sintra que se localizam: o Castelo dos Mouros, o Palácio da Pena, o Convento dos Capuchos, o Palácio Nacional de Sintra, o Palácio de Monserrate e a Quinta da Regaleira.
Em 2025 a depressão Martinho foi responsável pela queda de cerca de 100 mil árvores afetando 280 hectares de paisagem protegida.